# カラスに立ち向かえ
「カラスに立ち向かえ」（カラスにたちむかえ、原題: "Face the Raven"）は、イギリスのSFドラマ『ドクター・フー』の第9シリーズ第10話。2015年11月21日に BBC One で初放送された。脚本はサラ・ドラード、監督はジャスティン・モロトニコフが務めた。
本作ではコンパニオンであるクララ・オズワルドとドクターの別れの物語が幕を開ける。

## プロット

### あらすじ
本作では、異星人のタイムトラベラー12代目ドクター（演:ピーター・カパルディ）とコンパニオンのクララ・オズワルド（演:ジェナ・ルイーズ・コールマン）が、落書きアーティストのリグシー（ジョヴィアン・ウェイド）から、リアルタイムでカウントダウンする数字の刻印について相談を受ける。ドクターがその原因を探ると、ロンドンの中心部に知覚フィルターを使用したトラップストリートが存在し、そこで人間から隠れて生活している異星人たちをアシルダ(Ahildr)（演:メイジー・ウィリアムズ）が管理していることを知る。アシルダはトラップストリートの規則を破った者を殺害するクォンタム・シェードと呼ばれる強力な影を処刑道具として使用し、危険な異星人の住まう町を統治していた。
リグシーの刻印はクォンタム・シェードによる処刑までを秒読みするクロノクロックであった。時間稼ぎとしてクララはリグシーのクロノクロックを自身に移すことにするが、クララに譲渡されたことによりクロノクロックとクォンタム・シェードはアシルダの管理権限から解放され、彼女はクォンタム・シェードによる処刑を受けてしまう。クララが黒い煙を吐いて地面に倒れた後、生前の彼女の説得からアシルダへの復讐心を押し留めたドクターは、アシルダと協力関係にある何者かの場所へ激情を抱えながらテレポートブレスレットで転送される。

### 連続性
ドクターは「湖の底」で初登場した返答カードを再び使用しており、死にゆくリグシーに衝撃的な知らせを伝える前に "an effort to be nice" というカードが見えている。
アシルダはトラップストリートの存在を隠匿するため、迷い込んだリグシーにレコンを飲ませた。レコンとは『ドクター・フー』のスピンオフシリーズ『秘密情報部トーチウッド』で登場した記憶消去剤であり、エイリアンと接触した民間人から機密が漏洩しないように処理に使用していた
トラップストリートで人間に偽装して生活しているエイリアンには、ソンラータン、ジュドゥーン、氷の戦士、ウード、サイバーマンがいる。
アシルダ（ミー）はドクターに遺言ダイヤルについて尋ねている。遺言ダイヤルは「魔術師の弟子」でミッシー（演:ミシェル・ゴメス）が持ち込み、「魔法使いの友」でドクターの手に渡った。
クララは死別した恋人ダニー・ピンクに言及しており、彼が「天国での死」でそうしたように、自身も死を受け入れることができると述べている。
アシルダに復讐しないようにドクターに告げる際、クララは "Don't be a warrior.... be a Doctor." と発言した。これは「ドクターの日」にてタイム・ウォー最後の日にモメントを起動してダーレクとタイムロードを滅ぼそうとした11代目ドクターに告げたものと同じ嘆願である。

### 他作品への言及
クララは小説家ジェイン・オースティンとの恋愛関係があったことに触れている。「魔術師の弟子」ではクララはオースティンを "a great kisser" と呼び、「校務員」ではオースティンがいつ『高慢と偏見』を書いたかについてドクターと議論していた。
調査の準備をしている時、クララは良い警官・悪い警官の手法をドクターに提案する。彼女は自分が良い警官側であるつもりであり、何故自身が良い警官になれないのかとドクターに問われると彼の顔を理由にした。

## 製作

### 撮影
「カラスに立ち向かえ」の台本の読み合わせは2015年5月28日に、撮影は6月8日から6月25日まで行われた。

### 配役
ジョヴィアン・ウェイドは第8シリーズ「平面の敵」にてリグシー役で、メイジー・ウィリアムズは第9シリーズ「死んだ少女」と「生き続けた少女」にてアシルダ役で出演した。クォンタム・シェードに殺害された男性役のロビン・ソーンズは、クラシックシリーズの第18シーズン The Keeper of Traken でルービック役を演じていた。リグシーに敵対的であったランプ役のサイモン・ペイズリー・デイは、第1シリーズ「地球最後の日」でスチュワード役を演じていた。

## 放送と反応
| 専門評論家によるレビュー | 専門評論家によるレビュー |
| レビュー・スコア         | レビュー・スコア         |
| 出典                     | 評価                     |
| ------------------------ | ------------------------ |
| The A.V. Club            | A                        |
| ペースト                 | 8.5                      |
| SFX                      | [ 13 ]                   |
| TV Fanatic               | [ 14 ]                   |
| IGN                      | 8.4                      |
| ニューヨーク・マガジン   | [ 16 ]                   |
| デイリー・テレグラフ     | [ 17 ]                   |
| ラジオ・タイムズ         | [ 18 ]                   |

「カラスに立ち向かえ」のリアルタイム視聴者数は448万人、番組視聴占拠率は19.9%を記録した。Appreciation Index は84であった。タイムシフト視聴者を加算すると、最終合計視聴者数は605万人に達した。
本作は批評家から肯定的にレビューされた。インデペンデント紙のジョン・クーパーは「SF、ゴシック推理小説、感情的なジェットコースターが混ざった興奮させる作品で、息もつかせぬほどの感動を与えてくれる」と高く評価した。しかし、ラジオ・タイムズのパトリック・マルケーンは批判的であり、「せいぜい凡作だ。大部分がどんよりとしていて盛り上がらない」と述べた。

## 書籍版
Pearson Education (Pearson Education) は、ナンシー・タイラーによる本作の小説版を英語学習者向けに2018年9月6日に出版した。